# Oumou Sangaré
Oumou Sangaré (Bamako, República de Mali, 25 de febrero de 1968) es una compositora y cantante maliense del género wassoulou (de la región histórica del río Níger, donde la música proviene de un canto antiguo y tradicional, a menudo acompañado de calabash), y activista defensora de los derechos de la mujer que se opone al matrimonio infantil, a la poligamia y a la mutilación genital femenina. Recibió el Premio Grammy y es embajadora de buena voluntad de la FAO. Se le conoce con el sobrenombre de El ave cantora de Wassoulou. Es hija de la cantante Aminata Diakité y prima del actor Omar Sangare.

## Biografía
Nació en Bamako, Mali. Sus padres emigraron desde la región de Wasulu, al sur de Malí. Su madre, Aminata Diaknite, era cantante en bodas y bautizos en las calles de su pueblo natal. Desde pequeña, Oumou la acompañó a estas celebraciones. Cuando Oumou tenía dos años, su padre huyó a Costa de Marfil con una segunda esposa, y las abandonó cuando su madre estaba embarazada. Desde entonces, quedó impactada por la poligamia.

## Empresas y negocios
Oumou Sangaré no es solo una de las cantantes más influyentes del continente africano y diva del wassoulou, también es una empresaria de éxito en su país natal. Es dueña del hotel Wassoulou, de 30 habitaciones, en Bamako, donde habitualmente se presenta cantando: "Yo misma ayudé a construir el hotel. Lo hice para demostrarles a las mujeres que pueden mejorar su vida trabajando. Y muchas más están trabajando actualmente, formando cooperativas para elaborar jabón o ropa". También lanzó el automóvil "Oum Sang", fabricado por una empresa china y comercializado por su propia compañía, Gonow Oum Sang.

## Participación política
El 16 de octubre del 2003, fue nombrada Embajadora de Buena Voluntad para la Organización de las Naciones Unidas para la Agricultura y la Alimentación (FAO), pero asegura que no desea ser política: "Mientras eres artista, eres libre de decir lo que piensas; cuando eres político, sigues instrucciones de más arriba".

La cantante y activista malí Oumou Sangare ha sido galardonada con el premio Womex 2017 Artist Awards, por su vida dedicada a la música y el arte. La afamada feria de la world music a nivel mundial, ha acordado premiar a la importante cantante que ha llevado la voz de África al resto del mundo. Hay que recordar que la feria este año 2017 se celebrará en la localidad de Katowice (Polonia) y que en 2018 será en Canarias, y en concreto, en Gran Canaria.

Tras un frágil acuerdo de paz con el norte del país y los ataques islamistas que destruyeron la histórica ciudad de Tombuctú en el 2015, Sangaré ha criticado a los movimientos extremistas que buscan reprimir la música popular de Malí. Tampoco han silenciado sus letras, donde narra las vivencias de las mujeres africanas y denuncia la poligamia. El 22 de julio del 2017 presentó su álbum Mogoya en el Festival La Mar de Músicas, en Cartagena 

## Discografía
- Moussolou (1990)
- Ko Sira (1993)
- Worotan (1996)
- Oumou (2003)
- Seya (2009)
- Mogoya (2017)
- Acoustic (2020)
- Timbuktu (2022)